# Ronde van Burgos 2025 (mannen)
De 47e editie van de wielerwedstrijd Ronde van Burgos vond plaats tussen 5 en 9 augustus 2025. De start was in Olmillos de Sasamón, de finish op Lagunas de Neila. De wedstrijd maakte deel uit van de UCI ProSeries 2025, met de categorie 2.Pro. De Mexicaan Isaac del Toro won het klassement, waarmee hij Sepp Kuss opvolgde als eindwinnaar.

## Etappe-overzicht
| Etappe | Datum      | Start                              | Finish                | Type      | Afstand  | Winnaar          | Klassementsleider |
| ------ | ---------- | ---------------------------------- | --------------------- | --------- | -------- | ---------------- | ----------------- |
| 1      | 5 augustus | Olmillos de Sasamón                | Burgos                | Heuvelrit | 204,7 km | Roger Adrià      | Roger Adrià       |
| 2      | 6 augustus | Cilleruelo de Abajo                | Buniel                | Heuvelrit | 161,6 km | Matteo Moschetti | Roger Adrià       |
| 3      | 7 augustus | Monasterio de San Pedro de Cardeña | Valpuesta             | Heuvelrit | 184,1 km | Léo Bisiaux      | Léo Bisiaux       |
| 4      | 8 augustus | Doña Santos                        | Regumiel de la Sierra | Heuvelrit | 162,7 km | Damiano Caruso   | Léo Bisiaux       |
| 5      | 9 augustus | Quintana del Pidio                 | Lagunas de Neila      | Bergrit   | 138,3 km | Giulio Ciccone   | Isaac del Toro    |

## Klassementsleiders na elke etappe
| Etappe 0     | Winnaar 0        | Algemeen klassement | Puntenklassement | Bergklassement       | Jongerenklassement | Ploegenklassement 0        |
| ------------ | ---------------- | ------------------- | ---------------- | -------------------- | ------------------ | -------------------------- |
| 1            | Roger Adrià      | Roger Adrià         | Roger Adrià      | Carlos García Pierna | Jordan Labrosse    | Decathlon AG2R La Mondiale |
| 2            | Matteo Moschetti | Roger Adrià         | Roger Adrià      | Carlos García Pierna | Jordan Labrosse    | Decathlon AG2R La Mondiale |
| 3            | Léo Bisiaux      | Léo Bisiaux         | Léo Bisiaux      | Carlos García Pierna | Léo Bisiaux        | Red Bull-BORA-hansgrohe    |
| 4            | Damiano Caruso   | Léo Bisiaux         | Léo Bisiaux      | Carlos García Pierna | Léo Bisiaux        | Red Bull-BORA-hansgrohe    |
| 5            | Giulio Ciccone   | Isaac del Toro      | Giulio Ciccone   | Carlos García Pierna | Isaac del Toro     | Red Bull-BORA-hansgrohe    |
| 0Eindstanden | 0Eindstanden     | Isaac del Toro      | Giulio Ciccone   | Carlos García Pierna | Isaac del Toro     | Red Bull-BORA-hansgrohe    |

1. ↑  De groene trui werd in de tweede etappe gedragen door Afonso Eulálio, die derde stond in het puntenklassement. In de derde etappe werd de trui gedragen door Matteo Moschetti, die tweede stond in het klassement.
2. ↑  De groene trui werd in de vierde etappe gedragen door Roger Adrià, die tweede stond in het puntenklassement. In de vijfde etappe werd de trui gedragen door Damiano Caruso, die tweede stond in het klassement.
3. ↑  De witte trui werd in de vierde en vijfde etappe gedragen door Giulio Pellizzari, die tweede stond in het jongerenklassement.

Mannen:
1946 · 1947 · 1948–1980 · 1981 · 1982 · 1983 · 1984 · 1985 · 1986 · 1987 · 1988 · 1989 · 1990 · 1991 · 1992 · 1993 · 1994 · 1995 · 1996 · 1997 · 1998 · 1999 · 2000 · 2001 · 2002 · 2003 · 2004 · 2005 · 2006 · 2007 · 2008 · 2009 · 2010 · 2011 · 2012 · 2013 · 2014 · 2015 · 2016 · 2017 · 2018 · 2019 · 2020 · 2021 · 2022 · 2023 · 2024 · 2025
Vrouwen:
2015 · 2016 · 2017 · 2018 · 2019 · 2020 · 2021 · 2022 · 2023 · 2024 · 2025
Ronde van Valencia ·
Ronde van Oman ·
Clásica de Almería ·
Figueira Champions Classic ·
Ronde van de Algarve ·
Ruta del Sol ·
Ardèche Classic ·
Drôme Classic ·
Kuurne-Brussel-Kuurne ·
Trofeo Laigueglia ·
Nokere Koerse ·
Milaan-Turijn ·
GP Denain ·
Bredene Koksijde Classic ·
Grote Prijs Miguel Indurain ·
Ronde van Hainan ·
Scheldeprijs ·
Brabantse Pijl ·
Ronde van de Alpen ·
Ronde van Turkije ·
Grote Prijs van de Morbihan ·
Tro Bro Léon ·
Klassiek Duinkerke-GP van de Hauts-de-France ·
Vierdaagse van Duinkerke ·
Ronde van Hongarije ·
Veenendaal-Veenendaal ·
Antwerp Port Epic ·
Boucles de la Mayenne ·
Ronde van Noorwegen ·
Ronde van Slovenië ·
Brussels Cycling Classic ·
Dwars door het Hageland ·
Mont Ventoux Dénivelé Challenge ·
Ronde van België ·
Ronde van Qinghai ·
Ronde van Wallonië ·
Ronde van Burgos ·
Arctic Race of Norway ·
Ronde van Denemarken ·
Circuit Franco-Belge ·
Ronde van Duitsland ·
Ronde van Groot-Brittannië ·
Maryland Cycling Classic ·
GP Industria & Artigianato-Larciano ·
Coppa Sabatini ·
Grote Prijs van Fourmies ·
Grote Prijs van Wallonië ·
Ronde van Luxemburg ·
Super 8 Classic ·
Ronde van Langkawi ·
Ronde van het Münsterland ·
Ronde van Emilia ·
Coppa Bernocchi ·
Ronde van de Drie Valleien ·
Ronde van Piemonte ·
Ronde van het Taihu-meer ·
Parijs-Tours ·
Ronde van Veneto ·
Japan Cup ·
Veneto Classic